# NGC 1430
NGC 1430 je zvijezda u zviježđu Eridanu. 

## Vanjske poveznice
- SEDS: NGC 1430